# キャロル・シェルビー
キャロル・シェルビー（Carroll Hall Shelby 、1923年1月11日 - 2012年5月10日）は、アメリカ合衆国テキサス州出身の1950年代後半に活躍した元レーシングドライバーである。
レース引退後はレーシングカーデザイナーとして後世に残る名車を数々創り上げた。1991年国際モータースポーツ殿堂入り。
2012年5月10日、テキサス州ダラスで死去。89歳没。

## レーサーとしての経歴

### 初期の経歴
ダラスにあるウッドロー・ウィルソン高校を卒業後、アメリカ陸軍航空隊に入隊。第二次世界大戦まで飛行教官やテストパイロットなどをしていた。
除隊後養鶏場を経営するが、友人に誘われアマチュアレースに参戦し優勝してしまう。この勝利がきっかけとなり、プロの道へ進むこととなる。

### F1参戦・ル・マン優勝
1958年、第6戦フランスグランプリ（ランス）でスクーデリアチェントロ・マセラティよりF1デビュー、予選17位、決勝リタイヤ。
第7戦イギリスグランプリ（シルバーストン）で予選15位、3周遅れながら初完走。
第10戦イタリアグランプリ（モンツァ）でリタイヤしたものの、チームメイトで同郷のマステン・グレゴリーとマシンをシェアして4位でゴール、マシンシェアのためポイントは半分の1.5点を獲得、これが生涯最初で最後のポイント獲得となった。この年は4レースに参戦した。
1959年、第3戦オランダGP（ザントフォールト）よりアストンマーティンで参戦、予選10位、決勝リタイヤ。
同チームよりル・マン24時間レースにDBR1で参戦し、総合優勝を果たした。
第5戦イギリスグランプリ（エイントリー）で自身予選最高位の6位となるも決勝リタイヤ。
第8戦イタリアグランプリ（モンツァ）のレースを最後に引退。予選19位、決勝10位。

## カーデザイナーとしての経歴

### フォード時代
心臓病でレーサーを引退後、シェルビー・アメリカンを設立。イギリスのACカーズのシャシーをベースにフォードから供給を受けたXHP-260を搭載したACコブラを設計し、1962年イギリスとアメリカで発売した。1963年シェルビーはチャレンジャー289ハイパフォーマンスV8でFIAのGTホモロゲーションを取得し、ル・マン24時間レースをはじめとしたGTレースに参戦を開始した。1964年にはシェルビー・デイトナでル・マンGTクラス優勝。1965年にはFIA GT選手権を取得した。同年エンジンを427に変更し、ホモロゲーション取得のためにロードゴーイングバージョン・427SCが製作された。
一方で当時フェラーリ買収を目論見失敗に終わっていたフォードは、ル・マンでフェラーリを打ち負かすためGT40を走らせていたが1964年、1965年と連続して全車リタイヤの憂き目にあっていた。1965年のル・マン24時間レース終了後、シェルビーアメリカンによるリメイクがおこなわれ、Mk.IIとなったGT40は、翌1966年のル・マン24時間レースで1-3位までを独占。その後Mk.IVに進化して1967年、1968年、1969年と4連覇を達成した。
こうした過程で当時フォードの副社長であったリー・アイアコッカと親密な関係にあったキャロル・シェルビーは、若者に人気のあったマスタングのレースバージョンであるシェルビーGT350やGT500を製作するなど、ますますフォードとの関係を深めていった。

### クライスラー時代
アイアコッカがフォードを解雇されクライスラーの社長に就任すると、フォードとキャロル・シェルビーの関係も困難な様相を見せ始めた。シェルビーはクライスラーのなかでも、とりわけダッジブランド車のモディファイを手がけるようになる。ベースとなったのはサブコンパクトのダッジ・オムニ、ダッジ・チャージャー（このチャージャーはシャーシこそオムニと共有だがボディースタイルはまったく異なっており、スポーティである）、チャージャーをベースによりスポーティで高級感を出したダッジ・デイトナ、ミッドサイズのスポーティセダンダッジ・ランサー、チャージャーが生産終了したあと後継車で登場したダッジ・シャドウがベース車となっていた。その集大成がバイパーである。

## レース戦績

### F1
| 年     | 所属チーム                              | シャシー | 1   | 2   | 3       | 4   | 5       | 6       | 7     | 8      | 9     | 10     | 11  | WDC       | ポイント |
| ------ | --------------------------------------- | -------- | --- | --- | ------- | --- | ------- | ------- | ----- | ------ | ----- | ------ | --- | --------- | -------- |
| 1958年 | マセラティ/セントロ・スッド             | 250F     | ARG | MON | NED     | 500 | BEL     | FRA Ret | GBR 9 | GER    |       | ITA 4* | MOR | NC (32位) | 0        |
| 1958年 | マセラティ/テンプル・ビューエル         | 250F     |     |     |         |     |         |         |       |        | POR 9 |        |     | NC (32位) | 0        |
| 1959年 | アストンマーティン/デヴィッド・ブラウン | DBR4/250 | MON | 500 | NED Ret | FRA | GBR Ret | GER     | POR 8 | ITA 10 | USA   |        |     | NC (28位) | 0        |

- * 印は同じ車両を使用したドライバーに順位が分配されたが、ポイントは与えられなかった。

### ル・マン24時間レース
| 年      | チーム                                | コ・ドライバー       | 使用車両                     | クラス | 周回 | 総合順位 | クラス順位 |
| ------- | ------------------------------------- | -------------------- | ---------------------------- | ------ | ---- | -------- | ---------- |
| 1954年  | アストンマーティン・ラゴンダ          | ポール・フレール     | アストンマーティン・DB3S     | S 3.0  | 74   | DNF      | DNF        |
| 1959年  | デイビッド・ブラウン レーシング Dept. | ロイ・サルヴァドーリ | アストンマーティン・DBR1/300 | S 3.0  | 323  | 1位      | 1位        |
| Source: |                                       |                      |                              |        |      |          |            |